# Атомна рефракція
Атомна рефракція (рос. атомная рефракция, англ. atomic refraction) — величина Ra що є добутком атомної маси А на питому рефракцію r:
Ra = A r = A/(ρ (n2 — 1)/(n2 + 2)),
де ρ — густина простої речовини, n — показник заломлення. Атомна рефракція зростає зі збільшенням числа електронiв у атомi та змінюється зі зміною валентного зв'язку, в який входить даний атом, але залишається постійною в широкому діапазоні зміни густини речовини. Вираховується за адитивною схемою як частка експериментальної молярної рефракції, що припадає на один атом молекули. Так порахована атомна рефракція відрізняється від визначеної для простих речовин.